# Cappella Caprioli

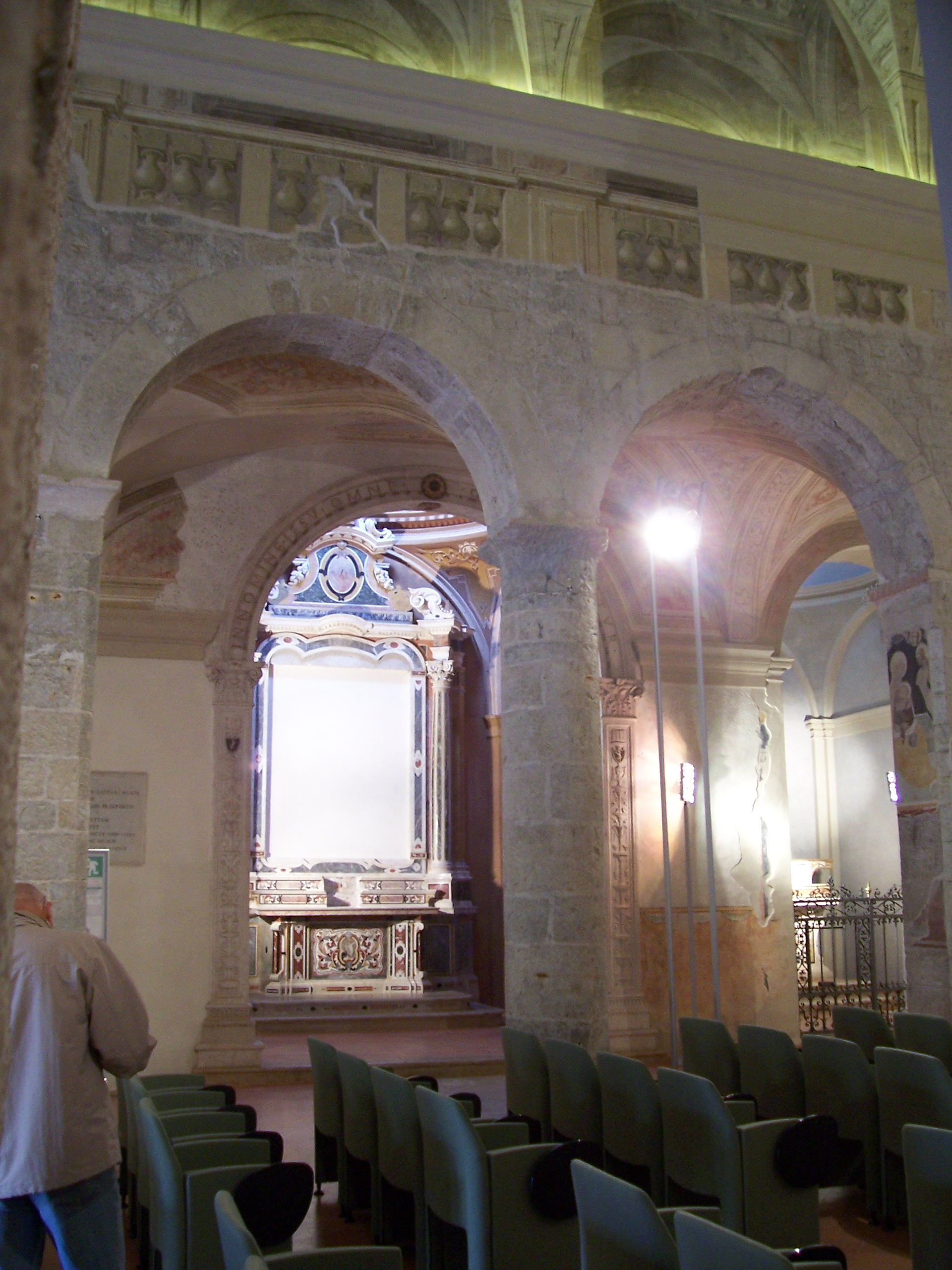
La cappella dalla navata centrale.

La cappella Caprioli è la seconda cappella della navata sinistra della chiesa di San Giorgio a Brescia.

## Storia
L'origine delle cappelle della navata nord della chiesa è da collocare in un'epoca successiva alla fondazione duecentesca dell'edificio, tuttavia è ragionevole credere che esistessero già nel XV secolo. Assegnataria della cappella centrale, la seconda dalla controfacciata, era l'antica e potente famiglia bresciana dei Caprioli. Agli anni '90 del XV secolo risale probabilmente la prima sistemazione della cappella secondo il nuovo gusto ornamentale dell'epoca: l'opera viene forse affidata alla bottega dei Sanmicheli, molto in voga in città dopo l'erezione dell'innovativa facciata della chiesa di Santa Maria dei Miracoli, mentre all'interno viene installato il monumento funebre di Luigi Caprioli datato 1494, eseguito da Gasparo Cairano. Completava il corredo scultoreo della cappella almeno anche una pala figurata raffigurante una Madonna col Bambino tra i santi Giuseppe e Caterina, dispersa.
Nel corso del XVII secolo l'ambiente della cappella viene nuovamente rivoluzionato secondo linee barocche e viene anche costruita una nuova cupola di copertura, dotata di lanterna. Probabilmente prima della chiusura della chiesa e del monastero francescano adiacente, avvenuta nel 1805, il monumento funebre di Luigi Caprioli viene smontato e smembrato: il fronte istoriato, la cosiddetta Adorazione Caprioli, segue alcuni passaggi di proprietà fino all'installazione come paliotto dell'altare maggiore della chiesa di San Francesco d'Assisi, dove ancora oggi si trova. Le tele, invece, migrano alla fine del XX secolo nel museo diocesano di Brescia. Dopo l'integrale e profondo restauro della chiesa terminato nel 2010, la cappella ospita oggi alcuni pannelli espositivi sulla storia e sulla stratigrafia architettonica della chiesa.
Nel  2016, lo storico dell'arte Giuseppe Merlo ha eseguito delle ricerche nell'archivio storico del Pio Luogo delle Orfane della Pietà di Brescia, e rinvenuto un documento datato al 18 giugno 1496, dal quale risulta che il committente Aloisio Caprioli pagò 592 lire dell'epoca a Filippo de Grassi, soprannominato il "picapreda milanese", che è divenuto così l'autore presunto della costruzione sacra.

## Descrizione e opere
La cappella si presenta oggi nella veste barocca seicentesca, affrescata alle pareti con grandi riquadri in blu oltremare e un'ampia e luminosa cupola di copertura. L'altare, di considerevoli dimensioni, è della stessa epoca ed è realizzato in marmi multicolori intarsiati e presenta un pregevole paliotto figurato. Tuttavia, l'ambiente si presenta spoglio di ogni arredo, così come l'altare è privo della tela.
Elemento di spicco è invece lo stipite esterno della cappella, lavorato a fini intagli marmorei che risalgono lungo l'arcone come candelabre. Questo manufatto, molto pregevole, è attribuito alla bottega dei Sanmicheli e rappresenta l'ultimo lacerto conservato in sito del consistente apparato lapideo di cui si era dotata la cappella alla fine del XV secolo.
Proveniente dalla cappella, come già detto, è il grande rilievo noto come Adorazione Caprioli, oggi in San Francesco, fra i capolavori di Gasparo Cairano, il maestro della scultura rinascimentale bresciana. Nell'ambito della cappella Caprioli è collocabile anche il grosso frammento marmoreo con rilievi ornamentali e recante lo stemma di famiglia, oggi conservato nella sacrestia della chiesa.
La pala marmorea che ornava la cappella, in cui Bernardino Faino vi legge una Madonna col Bambino tra i santi Giuseppe e Caterina, può essere verosimilmente ricondotta al medesimo maestro di figura che intervenne negli ornamenti della cappella, dunque Gasparo Cairano. Di questo autore è nota solamente un'opera di questo tipo, la pala Kress, di origini ignote e conservata presso la National Gallery of Art di Washington. La citazione del Faino è tuttavia molto generica e, in tal caso, sarebbe addirittura riduttiva, dato che sulla pala Kress si contano almeno sette figure di Santi, pure difficilmente identificabili: risulta perciò arduo credere che si tratti della stessa opera.